# Даймонд, Нил
Нил Лесли Даймонд (англ. Neil Lesley Diamond, род. 24 января 1941 года) — американский певец, автор песен и актёр, который занимает (по данным на 2002 год) третье место (после Элтона Джона и Барбры Стрейзанд) в списке самых успешных исполнителей категории Adult contemporary (AC) в истории журнала «Биллборд». Общий тираж пластинок Даймонда (по данным на 2001 год) составляет 125 миллионов; из них 48 миллионов были проданы в США.

## Биография
Нил Даймонд родился в Бруклине, Нью-Йорке в семье Роз и Акибы «Кивы» Даймондов (англ. Rose, Akeeba 'Kieve' Diamond), еврейской супружеской пары, эмигрировавшей из Польши. Четыре года спустя семья переехала в Вайоминг, где Кив Даймонд проходил службу в американских вооружённых силах. В 1956 году, когда Нил учился в школе, семья переехала на Брайтон-Бич в Бруклин.
Нил пел в одном школьном хоре с Барброй Стрейзанд, с которой много лет спустя запишет дуэтом один из своих самых крупных хитов, «You Don’t Bring Me Flowers» (1-е место в США, 1977). В старших классах выступал вместе с одноклассником Джеком Паркером с рок-н-ролльными концертами по образу и подобию братьев Эверли. На свой шестнадцатый день рождения Нил получил в подарок гитару: этот подарок изменил всю его жизнь — он начал брать уроки игры, писать песни и с этих пор — заниматься одной только музыкой. Вскоре юный Даймонд написал свою первую песню, которая называлась «Hear Them Bells» и была посвящена любимой девушке. В тот момент мысли о возможности записать композицию у автора не появилось, но много лет спустя песня была записана и вошла в его репертуар. В восемнадцатилетнем возрасте Даймонд написал «Blue Destiny»: эту песню он уже рассматривал как готовый хит, но — прошло восемь лет, прежде чем эта идея оказалась осуществлённой.
В июне 1958 года Даймонд окончил школу Авраама Линкольна (Abraham Lincoln High School) и той же осенью поступил в Нью-Йоркский университет. Музыка, однако, оставалась для него главным приоритетом: за полгода до окончания Даймонд покинул университет и поступил на должность штатного автора-песенника в одну из издательских компаний, где стал получать по 35 долларов в месяц. В начале 1960-х годов Даймонд начал выступать с Джеком Паркером в дуэте под названием Neil & Jack. Они подписали издательский контракт с компанией Allied Entertainment Corporation of America и контракт на выпуск пластинок — с её крылом, Duel Records. Два сингла, «You Are My Love» (1960) и «I’m Afraid» (1961), успеха не имели, и дуэт распался. В 1962 году Даймонд подписал сольный записывающий контракт с Columbia Records; первый его сингл «At Night», однако, оказался провальным.
Настоящий успех пришёл к Даймонду в 1967 году, когда написанная им песня «I’m a Believer» стала бестселлером в исполнении The Monkees и провела семь недель на вершине национальных чартов продаж. С этого момента Даймонд становится одной из ключевых фигур зарождавшегося движения «авторов-исполнителей» и неизменным участником хит-парадов. Особенным успехом пользовалась вдохновлённая дочерью президента Каролиной Кеннеди песня «Sweet Caroline» — её включили в свой репертуар такие величины, как Элвис Пресли, Фрэнк Синатра и Бобби Уомак.
В 1976 году Даймонд принял, наряду с другими именитыми музыкантами его поколения, участие в прощальном концерте группы The Band, который был запечатлён на плёнку Мартином Скорсезе и вышел на широкий экран под названием «Последний вальс».

### Падение популярности
В 1980-х годах карьера Даймонда, как и многих других «авторов-исполнителей» рубежа 1960-х и 1970-х, пошла на спад. Переломной в карьере можно считать заглавную роль в ремейке «Певца джаза» (1980) Эла Джолсона, в котором его партнёром выступил сам сэр Лоренс Оливье, — эта работа вошла в историю тем, что взяла самую первую антикинопремию «Золотая малина» в номинации «худшая мужская роль».
Про Даймонда вспомнили в 1994 году, когда близкая к оригиналу кавер-версия его классического хита «Girl, You'll Be a Woman Soon» (1967) прозвучала в «Криминальном чтиве» Тарантино. Ранее подобным образом дело обстояло и с даймондовской «Red Red Wine», достигшей вершины чартов по обе стороны океана в кавер-версии группы UB40.

### Новый взлёт
Новый всплеск популярности Даймонда был связан с выходом в 2005 году его студийного альбома «12 Songs», спродюсированного модным Риком Рубином и достигшего 4-го места в национальных чартах. К записи диска был привлечён и Брайан Уилсон — основатель и идеолог группы The Beach Boys.
Следующая совместная работа 67-летнего Даймонда и продюсера Рубина, альбом «Home Before Dark», впервые за всю его 48-летнюю карьеру в музыке дебютировал (в мае 2008 года) на первой строчке как Billboard 200 в США, так и официального альбомного чарта Великобритании. Тем самым Даймонд побил рекорд, установленный в 2005 году Бобом Диланом, и стал самым возрастным исполнителем, когда-либо возглавлявшим список продаж альбомов в США..

## Дискография

### Студийные альбомы
- 1966 — The Feel of Neil Diamond
- 1967 — Just for You
- 1968 — Velvet Gloves and Spit
- 1969 — Brother Love's Travelling Salvation Show (позже вышел под заголовком Sweet Caroline, когда песня была добавлена в альбом)
- 1969 — Touching You, Touching Me
- 1970 — Tap Root Manuscript
- 1971 — Stones
- 1972 — Moods
- 1973 — Jonathan Livingston Seagull (саундтрек)
- 1974 — Serenade
- 1976 — Beautiful Noise
- 1977 — I'm Glad You're Here With Me Tonight
- 1978 — You Don’t Bring Me Flowers
- 1980 — September Morn
- 1980 — The Jazz Singer
- 1981 — On the Way to the Sky
- 1982 — Heartlight
- 1984 — Primitive
- 1986 — Headed for the Future
- 1989 — The Best Years of Our Lives
- 1992 — Lovescape
- 1992 — The Christmas Album
- 1993 — Up On The Roof: Songs From The Brill Building
- 1994 — The Christmas Album 2
- 1996 — Tennessee Moon
- 1998 — The Movie Album: As Time Goes By
- 2001 — Three Chord Opera
- 2005 — 12 Songs
- 2008 — Home Before Dark
- 2009 — A Cherry Cherry Christmas
- 2010 — Dreams
- 2013 — Classic Christmas Album
- 2014 — Melody Road

### Концертные альбомы
- 1970 — Gold: Recorded Live at the Troubadour
- 1972 — Hot August Night
- 1977 — Love At The Greek
- 1987 — Hot August Night 2
- 1994 — Live in America
- 2003 — Stages (5 CDs)
- 2009 — Hot August Night/NYC

### Сборники
- 1968 — Neil Diamond's Greatest Hits
- 1970 — It's Happening
- 1970 — Shilo
- 1971 — Do It
- 1973 — Double Gold
- 1973 — Rainbow
- 1974 — His Twelve Greatest Hits
- 1976 — And The Singer Sings His Songs
- 1978 — Early Classics
- 1981 — Love Songs
- 1982 — Twelve Greatest Hits Vol. 2
- 1983 — Classics: The Early Years
- 1992 — Greatest Hits: 1966—1992
- 1992 — Glory Road: 1968—1972
- 1996 — In My Lifetime
- 1999 — The Best Of The Movie Album
- 1999 — The Neil Diamond Collection
- 1999 — 20th Century Masters — The Best of Neil Diamond
- 2001 — Essential Neil Diamond
- 2002 — Love Songs
- 2002 — Play Me: The Complete Uni/MCA Studio Recordings…Plus!
- 2005 — Gold